# Brendan Mullin
Brendan John Mullin (Gerusalemme, 29 ottobre 1963) è un ex rugbista a 15 e imprenditore irlandese, tre quarti centro del Blackrock College e di Leinster; dal 1995 al 2002 fu il detentore del record di mete marcate per la Nazionale dell'Irlanda, con la quale disputò tre edizioni della Coppa del Mondo, dal 1987 al 1995.

## Biografia
Nativo di Gerusalemme, dove il padre prestava lavoro come funzionario dell'ONU, in Israele Mullin era dedito al calcio; tornato in Irlanda per le scuole medie, iniziò a giocare a rugby al Blackrock College, continuando poi nella squadra seniores una volta diplomatosi.
La sua carriera internazionale iniziò inaspettatamente, perché, originariamente non previsto nella squadra irlandese che doveva affrontare l'Australia nel suo tour del 1984 in Europa, fu chiamato d'urgenza per rimpiazzare nel ruolo di centro Michael Kiernan, spostato all'ala per sopperire all'infortunio di Keith Crossan.
Nel 1987 fece parte della squadra che prese parte alla prima Coppa del Mondo di rugby e nel 1989 fu convocato nella selezione dei British Lions che vinse la serie in Australia contro gli Wallabies.
Benché in tale tour disputò un solo test match, fu il miglior realizzatore di mete in assoluto della spedizione, con sei realizzazioni, frutto di due hat trick contro Australia Occidentale e Contee del Nuovo Galles del Sud.
Nel biennio intercorso tra tali due occasioni internazionali militò in Inghilterra nei London Irish.
Ancora, nel 1991 fu alla Coppa del Mondo che si tenne nel Regno Unito, e divenne successivamente capitano della squadra, anche se alla Coppa del Mondo di rugby 1995 in Sudafrica la fascia andò a Terry Kingston.
Al momento del ritiro era il giocatore irlandese con il maggior numero di mete internazionali marcate con 17 realizzazioni; il primato resistette fino al novembre 2002 quando fu superato da Brian O'Driscoll.
Impiegatosi nel settore finanziario, fu anche per un periodo presidente del London Irish e nel 2007 fondò una propria compagnia di investimenti che tuttora dirige.